# Ladislav Tóth (1954)
Ladislav Tóth (1. května 1954 – 7. června 2012 Komárno) byl slovenský fotbalový útočník. Po skončení aktivní kariéry pracoval jako záchranář.

## Fotbalová kariéra
Hrál za AC Nitra a DAC Dunajská Streda. V československé lize nastoupil v 63 utkáních a dal 13 gólů. V sezonách 1983/84 a 1984/85 se stal nejlepším střelcem I. SNFL, v obou případech s 22 góly.

## Ligová bilance
| Ročník                                   | Zápasy | Góly | Klub                |
| ---------------------------------------- | ------ | ---- | ------------------- |
| 1. československá fotbalová liga 1973/74 | 14     | 3    | AC Nitra            |
| 1. československá fotbalová liga 1974/75 | 21     | 4    | AC Nitra            |
| 1. československá fotbalová liga 1985/86 | 28     | 6    | DAC Dunajská Streda |
| CELKEM                                   | 63     | 13   |                     |